# Арнади
Арнадѝ (на гръцки: Αρναδί; на турски: Kuzucuk) е село в Кипър, окръг Фамагуста. Според статистическата служба на Северен Кипър през 2011 г. селото има 344 жители.
Де факто е под контрола на непризнатата Севернокипърска турска република.